# Мамонов, Богдан Кириллович
Богдан Кириллович Мамонов (1964, Москва) — российский художник, куратор и художественный критик, автор инсталляций, живописи, видео-слайдфильмов, перформансов, книжных иллюстраций.

## Биография
Богдан Мамонов родился в 1964 году в Москве. С 1982 по 1987 год учился в Московском полиграфическом институте. Участвовал в «Группе без названия», развивавшей тактику акционизма — наиболее радикальную стратегию русского искусства начала и середины 1990-х. В 1999 году совместно с Валерием Айзенбергом, Лизой Морозовой и Антоном Литвиным основал программу ESCAPE. В составе программы ESCAPE стал лауреатом премий "Черный квадрат" и "Арсенал". В 2005 году в составе ESCAPE представлял Россию на биеннале в Венеции. В 2006 году покинул ESCAPE. Куратор Русской галереи при Посольстве России в Таллине. Работы Богдана Мамонова находятся в Государственной Третьяковской галерее, Московском музее современного искусства, Музее современного искусства Нью-Джерси, а также в частных коллекциях в России, Великобритании, Германии, Испании, Португалии, США, Франции, Швейцарии.

## Работы находятся в собраниях
- Государственная Третьяковская галерея, Москва, Россия
- Московский Музей Современного Искусства, Москва, Россия
- Музей Современного Искусства Нью-Джерси, США
- Музей современного искусства Оклахомы, США.
- частные коллекции России, Германии.

## Персональные выставки
- 2010 - «Интимная жизнь Григория Шпейера». Галерея Sputnik, Нью-Йорк, США
- 2009 - «Оружие и инструменты». Совместно с Екатериной Рожковой. Проект «Фабрика», Москва
- 2008 - «Интимная жизнь Григория Шпейера». pARTner project Gallery, Москва
- 2006 - «Версии». Галерея «Файн Арт», Москва
- 2002 — «История искусств» (в рамках фестиваля молодого искусства «Стой! Кто идет?»). Галерея «Escape», Москва.
- 2002 — «1270919». Галерея «Escape», Москва.
- 2000 — «Подарки». Галерея Fine Art, Москва.
- 2000 — «Зверев и Чирик». Зверевский Центр современного искусства, Москва.
- 1999 — «Топ самбо». Музей им. А. Д. Сахарова, Москва.
- 1998 — «Калигула». Музей кино, Москва.
- 1998 — «Калигула». TV-галерея, Москва.
- 1998 — «Транквилизация памяти». TV-галерея, Москва.
- 1994 — «Конформисты» (совм. с А. Бренером). ЦДХ, Москва.
- 1992 — «Шесть неизвестных». Галерея М. Гельмана, Москва.
- 1992 — «Фундаментальный инфантилизм». Галерея Гельмана, Москва.